# 島津久静
島津 久静（しまづ ひさなが）は、江戸時代後期の薩摩藩士。都城私領主である都城島津家25代当主。島津久本の長男。

## 生涯
安政3年（1856年）、久本の隠居によって家督を継ぐ。久本が始めた百姓寄合田を郷士に適用した衆中寄合田を始めた。また藩政では東目海岸防禦総取として大隅半島の海防に当たった。
安政6年（1859年）、肥田景正に命じて京都・江戸を観察させ、自身も藩主島津茂久の名代として江戸に出府している。文久2年（1862年）、岳父である島津久光の上洛に先立って大館晴勝・木幡栄周・隈元棟貫・豊丸勝任・山下章・坂元良敏・立山時常らに京坂を探索させ、自身も三百余名の兵を率いて上洛した。久光が幕政改革を迫って東下した際に、尊皇攘夷過激派から京都を守護するために留守を守り、都城兵は御所の警備などを行った。しかし久静は麻疹に罹って伏見で急逝した。役人の北郷資雄・資知らはその死を秘し役目を全うした。
跡を息子の久寛が継いだが、幼かったため父の久本が再び政務を見た。
明治40年（1907年）、従四位を追贈された。